# Языково (Пильнинский район)
Языково — село в Пильнинском районе Нижегородской области России. Входит в состав Языковского сельсовета. До упразднения уездно-губернского деления — волостное правление Языковской волости Курмышского уезда Симбирского наместничества / Симбирской губернии
Село располагается на левом берегу реки Суры, при автомагистрали М-12 Восток.

## География
Село находится на юго-востоке Нижегородской области, в пределах восточной части Приволжской возвышенности, в зоне хвойно-широколиственных лесов, на левом берегу реки Суры, при автомагистрали М-12 Восток.

### Климат
Климат характеризуется как умеренно континентальный, умеренно влажный, с относительно тёплым летом и холодной малоснежной зимой. Среднегодовая температура — 3,4 °C. Средняя температура воздуха самого тёплого месяца (июля) — 18,8 °C (абсолютный максимум — 36 °C); самого холодного (января) — −12,4 °C (абсолютный минимум — −44 °C). Среднегодовое количество атмосферных осадков составляет 500—550 мм.

## История
С 1780 и до 1927 года — административный центр Языковской волости Курмышского уезда Симбирского наместничества / Симбирской губернии (с 1796).
На 1859 год село Языково, на почтовом тракте из г. Симбирска в г. Курмыш, во 2-м стане Курмышского уезда Симбирской губернии, имелись две церкви, ярмарка.
В начале XX века старшиной волости был богатый крестьянин из соседнего села Наваты Дмитрий Иванович Оськин. Но в 1927 году его семью раскулачивают и высылают в Сибирь.
В селе располагалась усадьба помещиков Пантусовых. В комплекс входит парк. Один из Пантусовых, Владимир Петрович был земским начальником.
По данным краеведа Владимира Бакунина, в Языкове в начале — середине 2000-х годов был построен новый храм в честь Преображения Господня, удачно вписавшийся в сурский ландшафт.

## Население
| 2002 | 2010 |
| ---- | ---- |
| 453  | ↘343 |

### Историческая численность населения
В 1780 году — 545 мужчин.
В 1859 году — в 119 дворах жило: 532 муж. и 562 жен..

## Известные уроженцы, жители
- Беляков, Павел Александрович (1904—1938) — советский горный инженер, партийный и хозяйственный деятель.

## Инфраструктура
Личное подсобное хозяйство с зоной сельскохозяйственного использования, индивидуальная застройка усадебного типа.
В селе расположены: Языковский фельдшерско-акушерский пункт Пильнинской ЦРБ, Языковский детский сад отделение Почты России (индекс 607474), магазины.

## Достопримечательности, памятные места
Церковь Преображения Господня

## Транспорт
Автобусное сообщение с райцентром. Остановки общественного транспорта «Языково» и «Языковский поворот».